# Strusto-Ostrów
Strusto-Ostrów – dawny zaścianek, leżał na wyspie Czajczyn jeziora Strusto. Tereny, na których był położony, leżą obecnie na Białorusi, w obwodzie witebskim, w rejonie brasławskim, w sielsowiecie Mieżany.

## Historia
W latach 1921–1945 zaścianek leżał w Polsce, w województwie nowogródzkim (od 1926 w województwie wileńskim), w powiecie brasławskim, w gminie Brasław.
Według Powszechnego Spisu Ludności z 1921 roku zamieszkiwały tu 33 osoby, 3 były wyznania rzymskokatolickiego, a 30 prawosławnego. Jednocześnie wszyscy mieszkańcy zadeklarowali białoruską przynależność narodową. Było tu 6 budynków mieszkalnych.
Zaścianek należała do parafii rzymskokatolickiej i prawosławnej w Brasławiu. W 1933 podlegała pod Sąd Grodzki w Brasławiu i Okręgowy w Wilnie; właściwy urząd pocztowy mieścił się w Brasławiu.